# Ettore Guidetti
Ettore Guidetti (Mirandola, 10 maggio 1974) è un allenatore di pallavolo italiano.

## Carriera
Proveniente da una famiglia di allenatori (è infatti figlio di Gian Paolo, nipote di Adriano e cugino di Giovanni Guidetti), Ettore Guidetti inizia la carriera professionistica da allenatore nella stagione 1999-00, come vice di suo padre Gian Paolo sulla panchina del Volley 2000 Spezzano, in cui rimane per due stagioni; la prima si conclude con la promozione in Serie A1, mentre la seconda si conclude con l'ultimo posto in classifica.
Nella stagione 2001-02 inizia la carriera da primo allenatore accettando la proposta della Polisportiva Solierese in A2, con cui raggiunge i play-off, venendo però eliminato dalla Robursport Volley Pesaro, inoltre arriva in finale di Coppa Italia di Serie A2 persa contro il Volley 2002 Forlì. La stagione successiva si conclude invece con un ottavo posto.
Nella stagione 2003-04 subentra a stagione in corso a Rosario Braia sulla panchina della Pallavolo Spes Matera concludendo al sesto posto in classifica; mentre la stagione successiva si rivela essere più complicata, infatti termina con un dodicesimo posto. Nella stagione 2005-06 inizia alla guida del Sassuolo Volley, ma a metà stagione si trasferisce alla Jogging Volley Altamura con cui ottiene la promozione in A1, dopo undici anni.
Nella stagione 2006-07 conduce la formazione pugliese alla salvezza, mentre nella stagione successiva siede sulla panchina del Volleyball Santa Croce in A2, tuttavia la squadra chiude penultima in classifica e retrocede quindi in B1. Nell'annata 2008-09 subentra a stagione in corso ad Alberto Salomoni sulla panchina del Chieri Volley in A1, non riuscendo però ad evitare la retrocessione della squadra.
Nella stagione 2009-10 viene ingaggiato dal Verona Volley Femminile, in cui rimane per due stagioni: la prima si conclude con un ottavo posto, mentre la seconda con la retrocessione in B1. Successivamente al ripescaggio, il team ripartirà per stagione successiva in A2.
Nella stagione 2012-13, ritorna ad allenare la Robur Tiboni Urbino Volley. Tuttavia, nel mese di novembre, il contratto verrà rescisso consensualmente.
Nella stagione 2013-2014 lavora presso Casa Modena Serie A1 maschile come assistente allenatore di Angelo Lorenzetti,il Team arriva alle semifinali Playoff.
Durante l'estate collabora con la Nazionale italiana Under-18 di Davide Mazzanti per preparare l'Italia ai Campionati Europei 2014 Under 21.
Nella stagione 2014-2015 riveste il ruolo di primo allenatore dell'Ornavasso, avventura che si conclude prematuramente a 10 giorni dall'inizio del campionato con l'estromissione del Club dalla serie A1, per debiti relativi alle stagioni precedenti.
Il 28 febbraio 2015 assume l'incarico di primo allenatore del Club SKBank Legionowo in OrlenLiga polacca portando il Club al sesto posto, miglior risultato di tutti i tempi del suddetto club. Confermato per la stagione successiva, le strade si separano a dicembre 2015 a causa del fallimento del main sponsor SKBank, il club terminerà all'undicesimo posto.
A metà febbraio del 2016, assume l'incarico dell'Idea MT Motori di Bologna serie B1 femminile con cui raggiunge i playoff, perdendo solo a gara 3 contro il VolleyRò Casal de' Pazzi Roma, vincitore degli stessi.
Riveste poi il ruolo di primo allenatore del Fenera Chieri 76 militante in serie A2 femminile.
Nella stagione 2018/2019 passa al Volley Talmassons, compagine della provincia udinese militante in B1 che aspira alla promozione in serie A2. La promozione diretta viene conquistata in anticipo, alla penultima giornata di Campionato, quale squadra vincitrice del girone di campionato.
Nel Maggio 2019 assume l'incarico di primo allenatore della Nazionale femminile seniores svedese con la quale partecipa alla Golden European League.
Rimane capo allenatore a Talmasson per l'annata sportiva di A2 2019/2020, al termine della suddetta annata viene confermato alla guida della Nazionale femminile seniores svedese. 
Nell'annata 2020/2021 assume l'incarico di istruttore del RIG, liceo della pallavolo in Svezia, scuola dello sport a Falkoping con collegiale permanente delle Nazionali Giovanili Svedesi dai 16 ai 19 anni. Con il RIG ottiene un ottimo sesto posto nella Elitserien femminile ed inoltre viene confermato allenatore della Nazionale Femminile Svedese Seniores con cui centra la qualificazione ai Campionati Europei che non avveniva dal 1983.
Durante l'estate 2021 ai Campionati Europei di Volley Femminile la Svezia supera il girone che si tiene in Romania a Cluj Napoca (mai successo prima) e poi a Plovdiv in Bulgaria supera le padrone di casa per 3-2 passando ai quarti di finale e raggiungendo l'8º posto finale in Europa, miglior piazzamento di tutti i tempi nella storia della pallavolo femminile in Svezia.
Ripreso il lavoro al RIG, a fine ottobre 2021 partecipa come Capo allenatore anche della Nazionale Juniores under 19 Femminile al NEVZA raggiungendo un prestigioso Argento nella manifestazione.
La stagione 2022/2023 vede Ettore alla guida del CSM Bucarest, squadra partecipante alla prima categoria (Serie A1) nel campionato rumeno; rientra in Italia per la stagione 2023/2024, dove allena Volley Soverato, prima di ripartire di nuovo per l'estero. Infatti, per la stagione 2024/2025, viene ingaggiato nella premier league filippina come capo allenatore delle Nxled Chameleons, diventando il primo Italiano ad allenare nella lega professionistica femminile (PVL) nelle Filippine.  